# (260601) Wesselényi
(260601) Wesselényi, désignation internationale (260601) Wesselenyi, est un astéroïde de la ceinture principale.

## Description
(260601) Wesselenyi est un astéroïde de la ceinture principale. Il fut découvert le 2 avril 2005 à Piszkesteto par Krisztián Sárneczky. Il présente une orbite caractérisée par un demi-grand axe de 2,20 UA, une excentricité de 0,10 et une inclinaison de 3,0° par rapport à l'écliptique.

## Compléments